# Campionato sammarinese di rugby a 7
Il Campionato sammarinese di rugby a 7 è l'unico livello del campionato di rugby a 7 organizzato dalla Federazione Sammarinese Rugby sotto l'egida della federazione FIRA-AER. Le squadre, tutte dilettantistiche, provengono dai castelli di San Marino e sono capitanate da giocatori del Rugby Club San Marino.
Il torneo ad eliminazione diretta ha cadenza annuale e la squadra vincitrice si laurea Campione di San Marino.

## Albo d’oro
| Edizione | Vincitore        |
| -------- | ---------------- |
| 2007     | Serravalle       |
| 2008     | San Marino Città |
| 2009     | Serravalle       |
| 2012     | San Marino Città |
| 2013     | Borgo-Faetano    |
| 2014     | San Marino Monte |